# Тодор Лефтеров
Тодор Луков Лефтеров е български революционер.

## Биография
Роден е през 1852 година в семейството на Лука и Анастасия Лефтерови в Търново. Баща му Лука Лефтеров е бил уважаван търговец, свързан с терзийския еснаф. След смъртта на баща му, Лефтеров заминава за Манчестър и завършва престижния Оуенс колеж. Работи в търговска кантора в града.
Връща се в българските земи и от 1873-та година, е бил учител в село Михалци. Преди Априлското въстание той се сгодява за дъщерята на Бачо Киро – Ирина Бачокирова. Активен участник е във читалището и в просветното движение в Михалци. Включва се в подготовката на Въстанието. Става част от Четата на поп Харитон и Бачо Киро. Участва със своите другари при битките край Дряновския манастир. На 7-ми срещу 8–ми май 1876 г. е заловен и убит от турския военачалник Фазлъ паша. Погребан е край Дряновския манастир.